# Siddhasena Divakara
Siddhasena Divakara a été un grand théologien du jaïnisme, qui a rendu accessible au peuple les pensées de la foi jaïne. Il a vécu aux alentours du Ve siècle avant notre ère. Issu d'une famille de brahmane, il était attaché à la cour du roi Vukramaditya; et a été initié au jaïnisme par l'Acharya Vruddhavadi. Le roi lui a donné ce surnom de Divakara qui signifie : Soleil. Ses écrits touchent aux domaines de l'écologie, de la religion, et de la logique. Trois livres remarquables de Divakara sont : le Nyayavatara : Les Escaliers de la logique; le Sanmati Sutra : la Logique de la sagesse juste; et le Kalyana Mandir Stotra : l'Écologie du bien-être.
L'histoire raconte qu'il a été banni de l'ordre des ascètes jaïns car il voulait traduire des textes du prakrit au sanskrit.  Siddhasena Divakara aurait permis la conversion de nombreux dignitaires de multiples royaumes.